# Distrito de Andabamba (Santa Cruz)
El Distrito de Andabamba es uno de los once que conforman la provincia de Santa Cruz, del Departamento de Cajamarca, bajo la administración del Gobierno Regional de Cajamarca, en el norte central del Perú.
Desde el punto de vista jerárquico de la Iglesia católica forma parte de la diócesis de Chiclayo, sufragánea de la arquidiócesis de Piura.

## Historia
ÉPOCA PRE INCA
Antes del surgimiento del imperio inca ya existían algunos conglomerados de habitantes nómadas en este territorio en la que hoy es el distrito, dedicados a actividades como la caza, la pesca y la recolección de frutos autóctonos desarrollando la domesticación de algunos animales e iniciando incipientes prácticos de sedentarización y agricultura.
ÉPOCA INCA.
Quizás no llegó a ser controlado por el imperio incaico durante el periodo expansionista de Pachacutec, Túpac Yupanqui y Atahualpa, pero si encontramos vestigios que fue habitado construcciones muy remotas en la cima del cerro Cachuro y huacos muy rudimentarios.
El 1532 se da la invasión del hombre blanco y barbudo a este territorio donde inicia principalmente la religión católica.
Desde 1825, todo el territorio de Santa Cruz estuvo bajo el control religioso de todos los Santos por la parroquia de Chota.
El 1870, Santa Cruz de Succhabamba se crea como distrito de la  provincia Hualgayoc, Andabamba figura dentro de la jurisdicción del caserío de Yauyucan. El 15/04/1874, en el fundo La Samana nació don Eleodoro Venel Zulueta, según partida de bautismo, el mismo que años después dio mucho que hablar en todo Cajamarca y en el país, por su revolución para muchos fue catalogado como abigeo, montonero, bandolero, Caudillo, para otros un guerrillero político revolucionario se enfrentó en repetidas oportunidades a las tropas de la GC y el EP del Gobierno de don Augusto B. Leguía, en el territorio cruceño, Hualgayoc, Chota y Cutervo donde murió el 28/11/1927 en el caserío el Arenal distrito de Callalluc, provincia de Cutervo, hoy sus restos descansan en paz en el cementerio todos los Santos de Chota, dejándonos una larga historia por investigar.
El 1886, llega a las Grutas Ushqupishgo el investigado Antonio Raimondi escribe algunos datos de apellidos que predominaba en esta zona: Parinango, Collantes y Paquirachi.
El 21 de abril de 1950, Santa Cruz de Succhabamba es elevada a la categoría de provincia por D. Ley 11328, gracias al desplegado esfuerzo de sus autoridades como el comandante General José del Carmen Cabrejo Mejía, el diputado Manuel Burga Puelles y demás autoridades locales en el gobierno del Presidente Manuel A. Odria, Yauyucan figura como distrito, con su caserío Andabamba.
El 21 de agosto de 1967, Andabamba logra independizarse del distrito de Yauyucan por algunos conflictos sociales internos y es elevado a la categoría de distrito por Ley N.º 16684 en el gobierno del arquitecto Fernando Belaúnde Terry, con el apoyo del Diputado Manuel Burga Puelles, ampliando su territorio con los caseríos de San Lorenzo y el Rejo que pertenecías al distrito la Esperanza, gracias a muchos hombres y mujeres entusiastas por el desarrollo de su pueblo se hizo realidad. Cuenta con una superficie de 7,61 km². Su territorio es el 0,53% de la provincia, con una población de 1865 habitantes, densidad de 245,1 habitantes por km² (INEI), altitud 2540 m s. n. m., los caseríos son: El Rejo, La Punta, La Samana, San Lorenzo, San José y la capital del distrito es Andabamba, está situada a 2,540 m s. n. m., enclavada en las faldas del cerro Changacirca que nos guarda en sus entrañas cuatro sangrientas batallas del legendario Eleodoro Venel Zulueta con las tropas combinadas del Gobierno de Augusto B. Leguia, (apellidos escritos de Eleodoro según partida de bautizo)
ANDABAMBA DISTRITO
Andabamba estuvo incluido desde 1923 en el distrito de La Esperanza, que pertenecía a Chota y pasó a formar parte de Santa Cruz en 1950.Desde el 21 de agosto de 1967, fecha de su creación como distrito queda encargado de la Municipalidad distrital la primera autoridad edil el agente municipal don Aureliano Sánchez Collantes hasta que se den las elecciones el 1968 se dio el golpe de Estado por el General. Juan Velasco Alvarado en contra del Gobierno de Fernando Belaúnde Terry, por entregar las concesiones petroleras de del Piura - Talara a empresas norteamericanas no se dieron las elecciones democráticas hasta 1980.
En el mes de setiembre del 1969, la prefectura de Cajamarca, encarga la Alcaldía al señor Salomón Pérez Tarrillo con sus síndicos: de Rentas Isabel Chules, de gastos don Santos Eleuterio Requejo, Vocales Edilberto Pérez Tarrillo y Juan Flores Chuquilin, continuando los alcaldes encargados hasta las elecciones democráticas que se realizó el año 1980 que se mantiene hasta la fecha pasando muchas autoridades ediles hasta la actualidad.

## Geografía
Se encuentra en la parte oriental de la provincia de Santa Cruz, departamento de Cajamarca, limita por el sur con el distrito de Yauyucan, por el norte con el distrito de La Esperanza, por el este con el distrito de Ninabamba.
El distrito tiene una extensión de 7,61 kilómetros cuadrados. Su territorio es el más pequeño entre los distritos de la provincia, con  0,53% del total provincial.

## Población
Andabamba cuenta con una población de 1 865 habitantes, y tiene una densidad de 245,1 habitantes por km² (INEI 2005). 
Sus caseríos son: El Rejo, La Punta, La Samana, San Lorenzo, San José.

## Capital
La capital del distrito es Andabamba cercado. Está situada a 2 540 m s. n. m. bajo las faldas del cerro Changacirca.

## Autoridades

### Alcaldes
- 1999 - 2002
  - Alcalde: Salomón Pérez Tarrillo.
- 2003 - 2006
  - Alcalde: Luis Ángel Herrera Jara.
- 2007 - 2010
  - Alcalde: José Clodomiro Rojas Tarrillo.
- 2011 - 2014
  - Alcalde: Guillermo Mera Flores.
- 2015 - 2018
  - Alcalde: José Clodomiro Rojas Tarrillo.
- 2019 - 2022
  - Alcalde: Saturnino Vásquez Ramos.
- 2023 - 2026
  - Alcalde: Joel Uriarte Vásquez.